# Model foundry
Model foundry – model biznesowy przedsiębiorstw półprzewodnikowych skupiający się na produkcji układów scalonych, podczas gdy ich projektowaniem i sprzedażą zajmują się inne przedsiębiorstwa.
Przedsiębiorstwa działające w modelu foundry (słowo to oznacza dosłownie „odlewnię”) produkują komponenty elektroniczne wyłącznie dla innych firm, bez ich projektowania. W odróżnieniu od nich, producenci zintegrowani (ang. integrated device manufacturers, IDM) zarówno projektują, jak i produkują układy scalone. Wiele firm działa w modelu fabless, czyli zajmuje się projektowaniem urządzeń, zlecając produkcję na zewnątrz. Przykładami przedsiębiorstw IDM są Intel, Samsung i Texas Instruments, przykładami firm działających wyłącznie w modelu foundry są GlobalFoundries, TSMC i UMC, a przykładami przedsiębiorstw fabless są AMD, Nvidia i Qualcomm.